# Бояджийски брош
Бояджийският брош (Rubia tinctorum), е тревисто многогодишно растение от семейство Брошови. Той е единственият разпространен в България представител на рода Брош и често е наричан само брош.
Разпространено е из храсталаци, край огради и в дворове, главно в южните и източните части на България.
Корените му съдържат гликозида ализарин, който се използва в текстилната промишленост за оцветяване на тъкани в червено.